# Bythocythere zetlandica
Bythocythere zetlandica är en kräftdjursart som beskrevs av Athersuch Horne och Whittaker 1983. Bythocythere zetlandica ingår i släktet Bythocythere och familjen Bythocytheridae. Inga underarter finns listade.